# جوجیتسو برزیلی

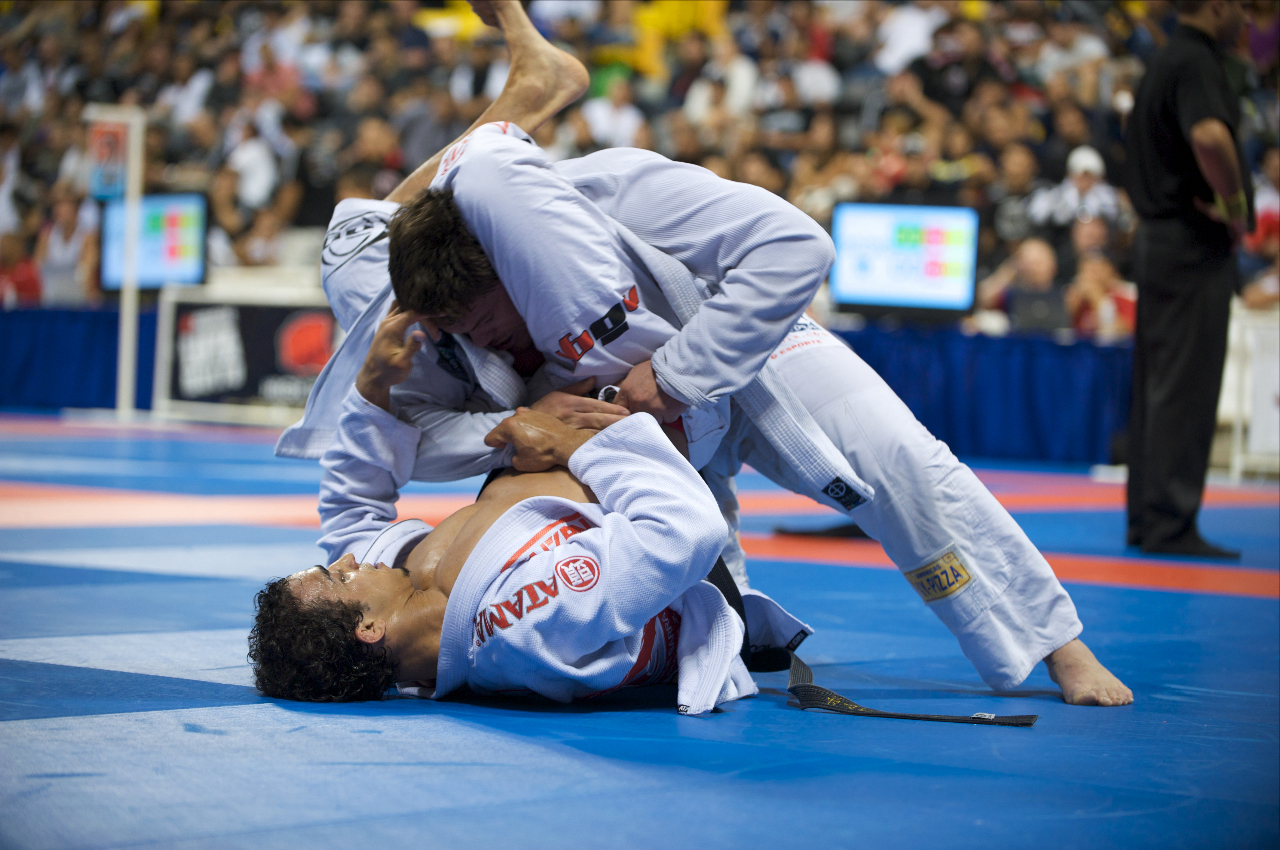
رقابت دو استاد جوجیتسو برزیلی در مسابقات قهرمانی جوجیتسو جهان ۲۰۰۹، مبارزی که در پایین قرار گرفته در حال اجرای تکنیک خفه‌کردن مثلثی یکی از مهم‌ترین فنون جوجیتسو برزیلی است

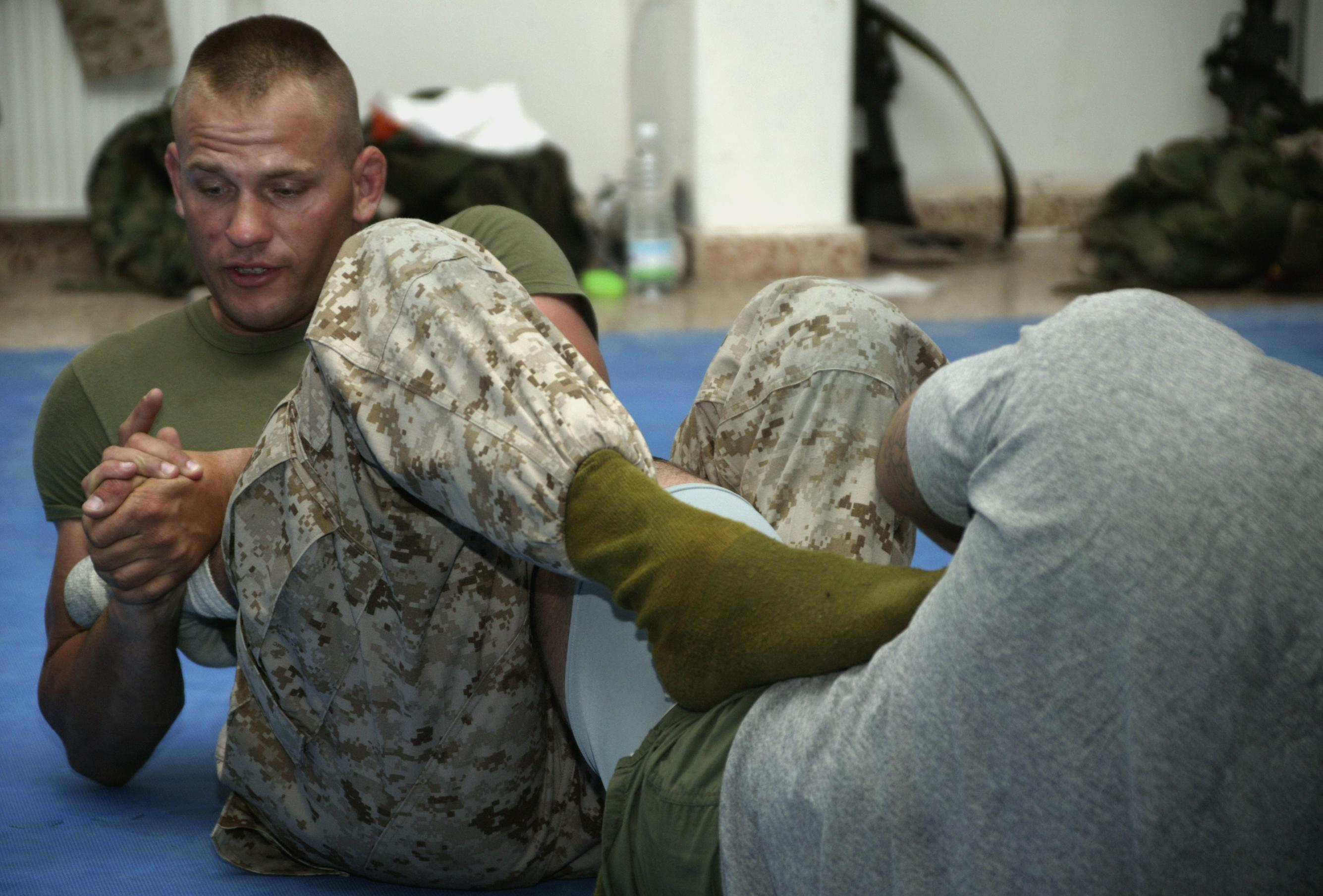
دو سرباز آمریکایی در حال تمرین در یک کلاس جوجیتسو برزیلی در عراق در ژانویه ۲۰۰۴

جوجیتسو برزیلی (به پرتغالی: Brazilian jiu jitsu)، یک ورزش رزمی است که بر فنون گلاویزی و مبارزه در وضعیت خاک تأکید دارد. در مبارزات این رشته هدف نهایی به‌دست آوردن وضعیت برتر نسبت به حریف و بی‌دفاع ساختن او با استفاده از تکنیک‌های قفل‌کننده است.
جوجیتسو برزیلی در اوایل قرن بیستم از هنر رزمی ژاپنی کودوکان جودو تکامل یافت که خود در قرن نوزدهم بر اساس سبک جوجیتسو ژاپنی برخی مدارس ژاپن طراحی شده بود. از میان فنون جودو و جوجیتسو در جوجیتسو برزیلی تأکید بیشتر بر نه-وازا (فنون خاک) است. بنیان‌گذار این رشته برادران کارلوس و هلیو گریسی هستند. کارلوس جودو را از میتسویو مائدا، استاد ژاپنی مقیم برزیل آموخت و سپس آن را به برادران و اعضای خانواده خود آموخت. قدرت این رشتهٔ رزمی برای نخستین بار با شروع مسابقات آزاد یواف‌سی که مبارزان از کلیه رشته‌ها در آن شرکت می‌کردند، پیروزی‌های اسطورهٔ این رشته یعنی رویس گریسی بر همگان اثبات شد. امروزه تمرین و آموزش جوجیتسو برای شرکت در مبارزات آزاد به یک اصل بدل شده است.
این رشته بر این اصل تأکید دارد که یک شخص کوچک‌تر و ضعیف‌تر با به‌کارگیری صحیح تکنیک‌ها و شناخت شیوه‌های جابه جایی نیرو می‌تواند یک مهاجم بزرگ‌تر و قوی‌تر از خود را شکست دهد. تمرین این رشته برای دفاع شخصی، شرکت در مسابقات ورزشی (جوجیتسو برزیلی و رشته‌های مشابه) و همچنین هنرهای رزمی ترکیبی صورت می‌گیرد. در واقع می‌توان گفت این رشته شباهتی به ورزش‌هایی نظیر تکواندو، کاراته و کونگ‌فو ندارد و به‌طور کامل بر اساس اصول گلاویزی بنیان نهاده شده است.

## درجات
اعطای درجه در جوجیتسو برزیلی بر دو مبنای زیر استوار است؛
- میزان دانش فنی قابل اجرای هنرجو
- نمایش هنرجو در مبارزه

دانش فنی هر شخص با توجه به تعداد تکنیک‌هایی که او توان اجرای آن‌ها را دارد و مهارت او در اجرای هر یک از آن‌ها مشخص می‌شود. مهم‌ترین مسئله در این رشته قابل اجرا بودن هر تکنیک است به همین جهت هنرجویان تشویق می‌شوند که تکنیک‌ها را با توجه به توانائی‌های جسمی و شکل بدن خود انجام دهند.

### کمربند

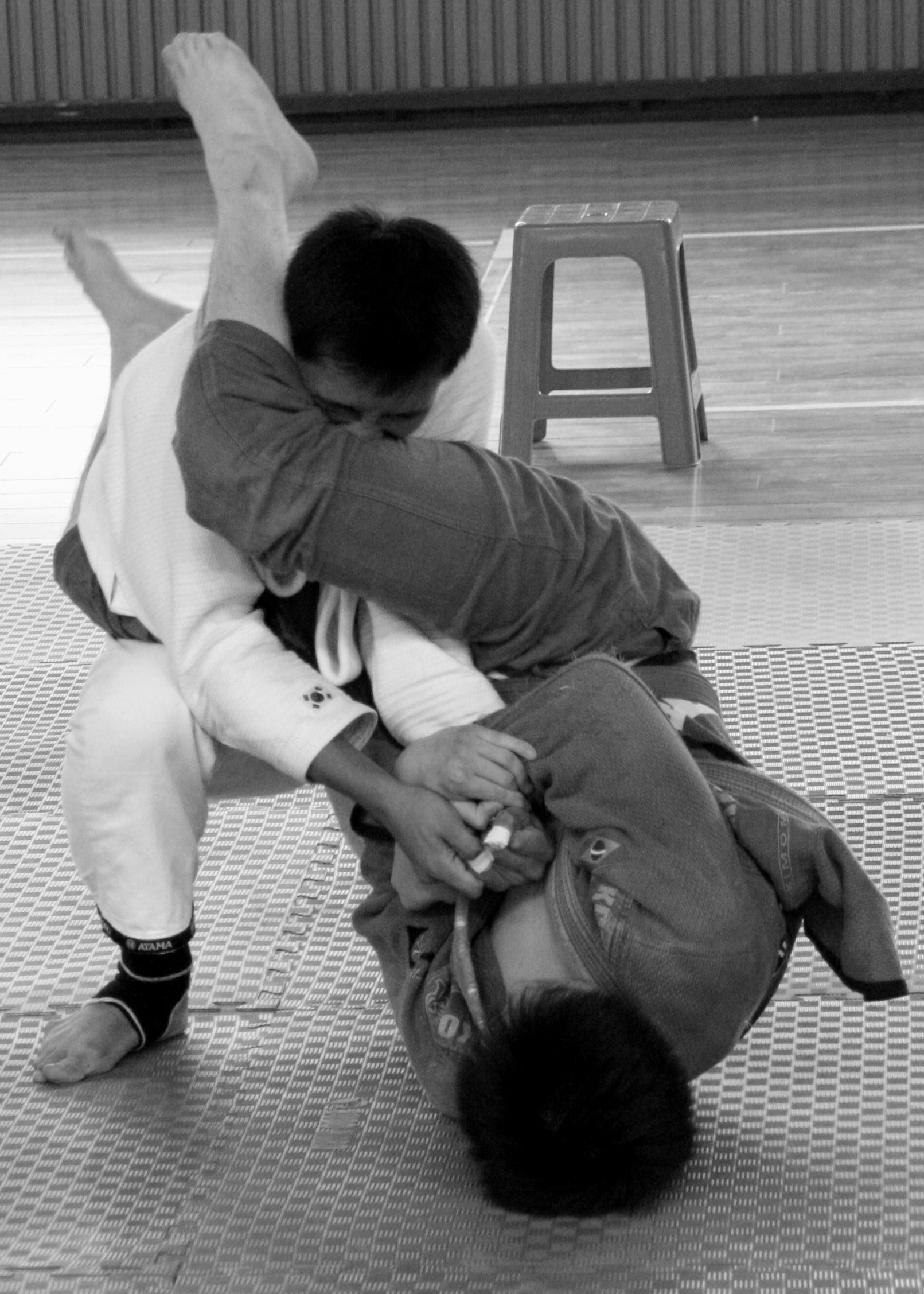
اجرای یک تکنیک قفل مفصل

درجه ورزش‌کاران این رشته با رنگ کمربند آنان مشخص می‌شود؛
- سفید
- آبی
- بنفش
- قهوه‌ای
- مشکی
- سرخ

حداقل سن مورد نیاز برای دریافت کمربند آبی ۱۵ سال است و برای افراد زیر ۱۵ سال از کمربندهای زرد، نارنجی و سبز استفاده می‌شود. برای دریافت کمربند مشکی نیز حداقل ۱۹ سال لازم است. دارندگان کمربند مشکی می‌توانند با تمرین و آموزش این رشته تا بالاتر از ۹ درجه (دان) را دریافت کنند. شخصی که دان ۸ را به‌دست می‌آورد از یک کمربند مشکی و قرمز استفاده می‌کند و با دریافت دان ۹ و ۱۰، آن را با یک «کمربند سرخ» جایگزین می‌کند
رویس گریسی یکی از پسران بنیان‌گذار جوجیتسو برزیلی نقش غیرقابل انکاری در معرفی و گسترش این رشته در دنیا داشته است. او در هر سه دوره نخست مسابقات آزاد یواف‌سی با استفاده از فنون جوجیتسو برزیلی بر حریفان پیروز شد و نگاه جهانیان را متوجه جوجیتسو برزیلی کرد. گریسی به تازگی در لیست ۵۰ نفره بزرگ‌ترین ورزشکاران تمام دوران مجله اسپورتس ایلاستریتد قرار گرفته است.